# Nuoto sincronizzato ai campionati mondiali di nuoto 2011 - Squadre (programma libero combinato)
La specialità a squadre (programma libero combinato) ai campionati mondiali di nuoto 2011 si è svolta presso lo Shanghai Oriental Sports Center di Shanghai, in Cina.
La fase preliminare si è svolta la mattina del 19 luglio 2011, mentre la finale si è svolta la sera del 21 luglio 2011.

## Medaglie
| Oro | Argento                                                                                               | Bronzo |
| Russia Anastasija Davydova Maria Gromova Natal'ja Iščenko Elvira Khasyanova Svetlana Kolesničenko Dar'ja Korobova Aleksandra Patskevich Svetlana Romašina Alla Shishkina Anzhelika Timanina | Cina Chang Si Chen Xiaojun Fan Jiachen Guo Li Huang Xuechen Liu Ou Luo Xi Sun Wenyan Wu Yiwen Yu Lele | Canada Genevieve Belanger Marie-Pier Boudreau Gagnon Stephanie Durocher Jo-Annie Fortin Chloe Isaac Stephanie Leclair Tracy Little Elise Marcotte Karine Thomas Valerie Welsh |

## Risultati
In verde sono denotate le finaliste.
| Pos. | Nazione        | Preliminare | Preliminare | Finale    | Finale |
| Pos. | Nazione        | Punti       | Pos.        | Punti     | Pos.   |
| ---- | -------------- | ----------- | ----------- | --------- | ------ |
| 1    | Russia         | 97.970      | 1           | 98.470    |        |
| 2    | Cina           | 96.320      | 2           | 96.390    |        |
| 3    | Canada         | 95.250      | 4           | 96.150    |        |
| 4    | Spagna         | 95.640      | 3           | 95.740    | 4      |
| 5    | Ucraina        | 92.410      | 5           | 92.080    | 5      |
| 6    | Italia         | 90.650      | 6           | 90.550    | 6      |
| 7    | Gran Bretagna  | 87.310      | 7           | 87.760    | 7      |
| 8    | Corea del Nord | 84.340      | 9           | 86.340    | 8      |
| 9    | Paesi Bassi    | 84.430      | 8           | 85.440    | 9      |
| 10   | Kazakistan     | 83.680      | 10          | 82.610    | 10     |
| 11   | Macao          | 71.570      | 11          | 70.610    | 11     |
| 12   | Singapore      | 70.400      | 12          | 70.240    | 12     |
| 16.5 | H09.5          |             |             | 00:55.635 | O      |
| 13   | Thailandia     | 69.700      | 13          |           |        |
| 14   | Indonesia      | 65.780      | 14          |           |        |
| 15   | Hong Kong      | 65.540      | 15          |           |        |